# Sint-Annabrug (Aalst)
De Sint-Annabrug, was een hefbrug over de Dender en werd in 2011 vervangen door een kantelbrug in het centrum van de stad Aalst. Het is een van de drie beweegbare bruggen in het centrum van de stad. De brug wordt beheerd door Waterwegen en Zeekanaal. De doorvaarthoogte onder de brug bedraagt 5,95 m.
De hefbrug was een metalen constructie met een houten vloer die dateerde uit 1942. De brug werd dagelijks intensief in de twee rijrichtingen gebruikt en werd in het verleden meermaals ingrijpend hersteld, maar voldeed niet meer aan de moderne eisen van veiligheid en comfort. De hefbrug lag zeer laag boven het water en bij hoogwater op de Dender zorgde de brug voor opstuwing. Om dit te vermijden, diende de hefbrug te worden opgehaald met alle problemen van dien voor het wegverkeer.
Om deze problemen op te lossen, werd de hefbrug in 2009-2011 door Waterwegen en Zeekanaal vervangen door een nieuwe kantelbrug. De werken worden uitgevoerd door de tijdelijke vennootschap Jan De Nul-Aelterman-Fabricom GTI. De kantelbrug werd gebouwd tussen de hefbrug en de spoorbrug, op enkele meters van de hefbrug, die tijdens de werken in dienst bleef. Na de ingebruikname van de nieuwe kantelbrug, werd de hefbrug afgebroken. Helaas werden er geen maatregelen getroffen om de situatie in bebording aan te geven noch maatregelen om in de oude brugsituatie oprijden na het afbreken onmogelijk te maken.
Na de bouw van een nieuwe sluis in Denderbelle zullen ook schepen van 1350 ton kunnen passeren, terwijl dit nu beperkt is tot schepen van 600 ton. Na de bouw van de nieuwe stuwsluis nabij de Zeebergbrug, zullen alle bruggen over de Dender in Aalst van daaruit worden bediend.
De vervanging van de Sint-Annabrug kaderde in de vernieuwing van de stationsomgeving van Aalst volgens het masterplan ontworpen door architect Christian Kieckens.
Reeds in 2018 bleek de nieuwe brug ernstig beschadigd aan de koppen van de funderingspalen.

## Ongelukken
Na de vervanging en verplaatsing van de brug in mei 2011 door een nieuw model zijn er drie mensen overleden. Twee auto's met inzittenden zijn woensdag 12 oktober 2011 gevonden in de Dender in de buurt van de locatie van de oude brug. De toenmalige burgemeester van Aalst, Ilse Uyttersprot, heeft daarop aangekondigd maatregelen te nemen om toekomstige ongelukken te voorkomen. De situatie was niet in bebording of met veiligheidsmaatregelen verduidelijkt.

## Afbeeldingen

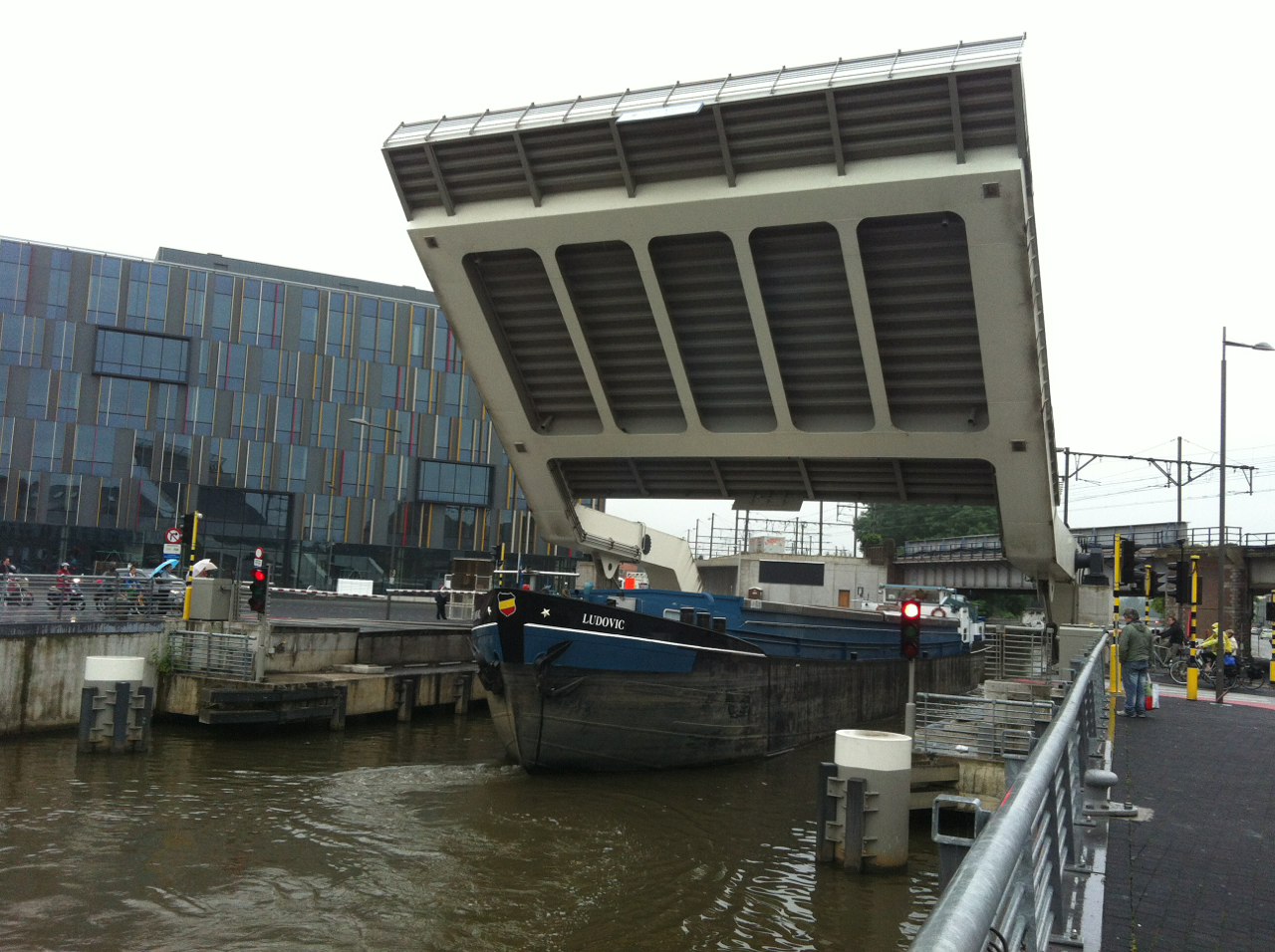
Sint-Annabrug geopend voor een schip

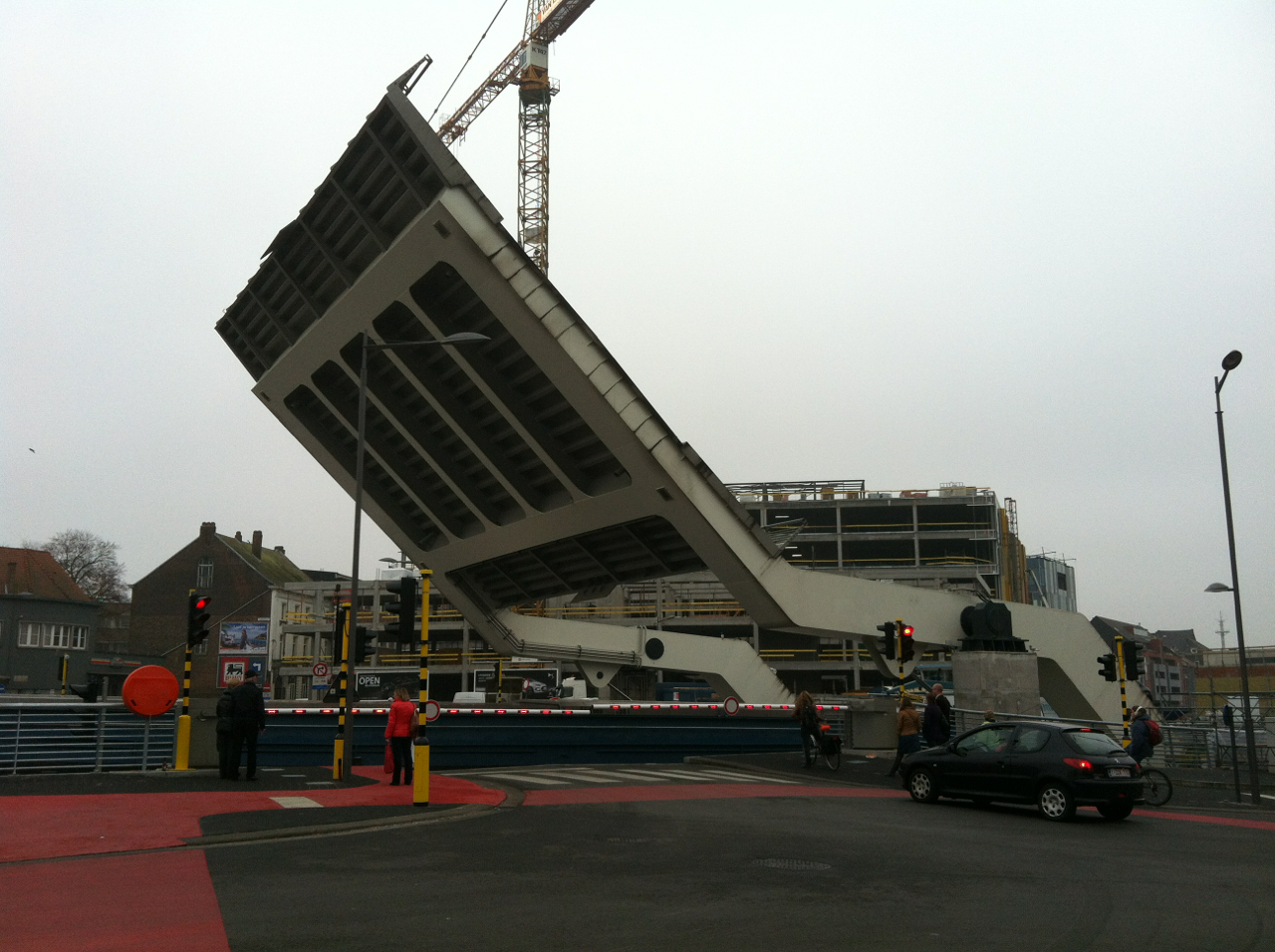
Vooraanzicht van de geopende Sint-Annabrug